# Centropogon alsophilus
Centropogon alsophilus är en klockväxtart som beskrevs av Franz Elfried Wimmer. Centropogon alsophilus ingår i släktet Centropogon och familjen klockväxter. Inga underarter finns listade i Catalogue of Life.